# Pável Pogrebniak
Pável Víktorovich Pogrebniak (en ruso: Павел Викторович Погребняк, transcrito al inglés como Pavel Viktorovich Pogrebnyak; 8 de noviembre de 1983; Moscú) es un exfutbolista ruso que jugaba como delantero centro. Fue internacional con la selección de fútbol de Rusia.

## Trayectoria

### En Rusia
Pogrebniak empezó a darse en el fútbol de su país con seis años, jugando en las series menores del Spartak Moscú. El mismo equipo le dio la oportunidad de debutar en 2002, alternando con los reservas. Partió al FC Baltika Kaliningrad, donde anotó quince goles en cuarenta partidos con este equipo en 2003. Regresó al Spartak de Moscú, aunque sólo anotó dos goles en dieciséis encuentros.
Hizo un paso por equipos como el FK Jimki; FC Shinnik Yaroslavl y el FC Tom' Tomsk, donde anotó 23 goles en 61 encuentros en total, antes de recalar en el Zenit, donde en 2007 ganó la liga de primera división.
Pogrebniak es un centrodelantero, no es un goleador nato, pero sí anota goles decisivos. La prueba latente es la temporada 2007-2008, donde su equipo, el Zenit, logró sacar pasajes a la final de la Copa de la UEFA (con dos goles suyos en semifinales ante el Bayern Munich), siendo él el más goleador, con once tantos.
Pero, para mala suerte, Pogrebniak no pudo jugar esa final de Copa de la UEFA porque en ese partido de semifinal contra el Bayern de Múnich el delantero ruso recibió tarjeta amarilla y fue suspendido para el siguiente encuentro (la final), porque ya estaba amonestado anteriormente.

### VfB Stuttgart
El 1 de agosto de 2009 fichó por el club alemán VfB Stuttgart. Pogrebniak terminaría jugando dos temporadas y media con el Stuttgart, jugando un total de 91 partidos y anotando 22 goles en todas las competiciones.

### Fulham FC
El 31 de enero de 2012 Pogrebniak fichó para el Fulham F.C. de la Premier League de Inglaterra. Anotó su primer gol en su debut, en el partido contra Stoke City el 11 de febrero de 2012, ayudando al Fulham a ganar el partido 2-1. Volvió a anotar el único gol del partido contra Queens Park Rangers en la victoria 1-0 y anotó una tripleta el 4 de marzo en la victoria 5-0 contra Wolverhampton Wanderers.

### Reading FC

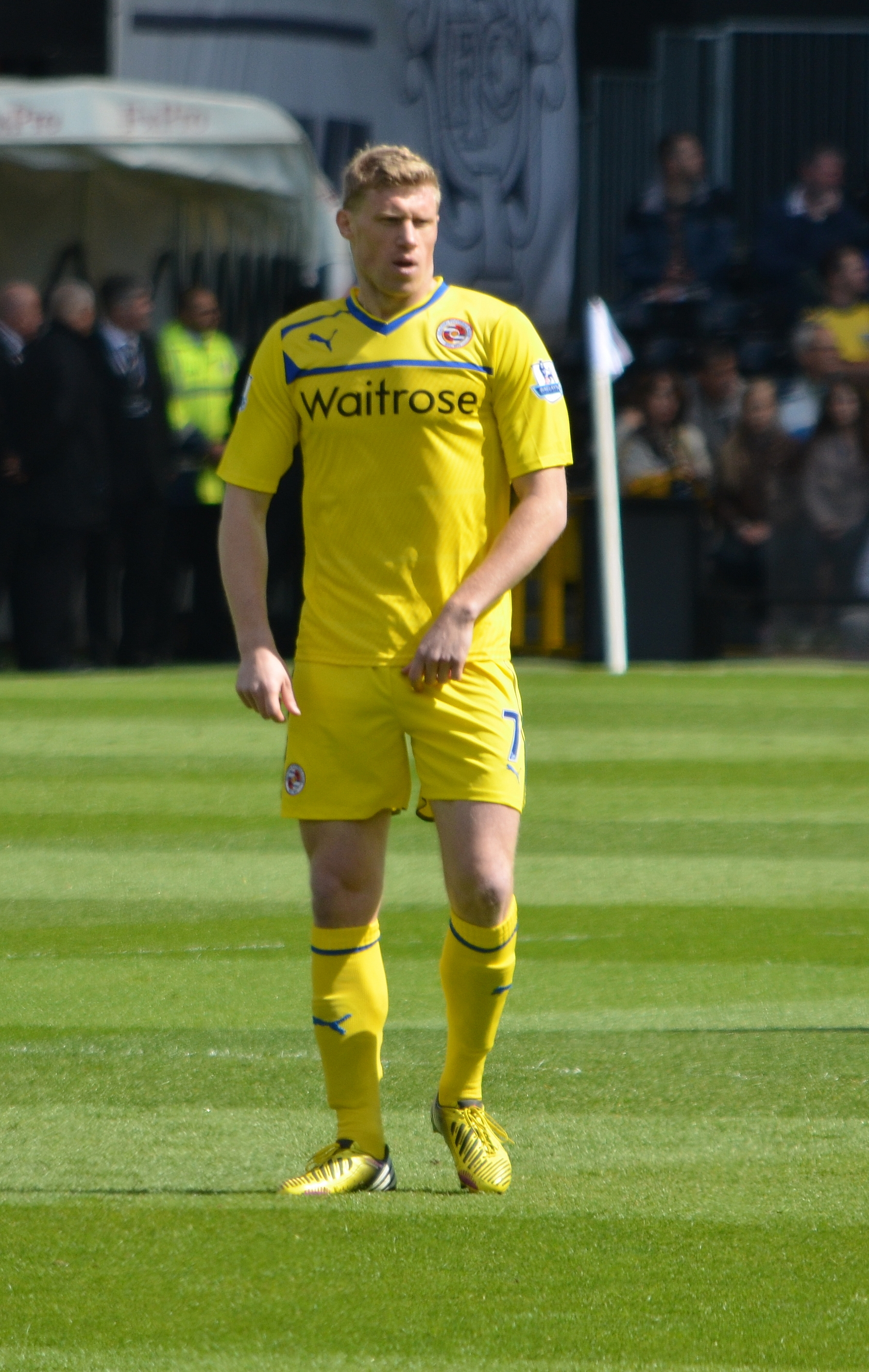
Pogrebniak en un partido con el Reading en 2013

El 30 de junio de 2012 el Reading Football Club confirmó que había llegado a un acuerdo con Pogrebnyak para que este se una al club inglés a partir de la temporada 2012-2013.

### Dinamo de Moscú
El 28 de agosto de 2015 se había confirmado su fichaje por 3 años al Dínamo de Moscú ruso.

## Selección nacional

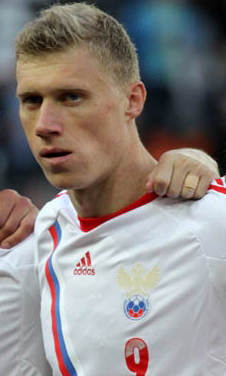
Pogrebniak con la selección rusa en la Eurocopa 2012

Pogrebniak debutó con la selección de Rusia el 16 de agosto de 2006 en un amistoso contra Letonia, donde también anotó su primer gol internacional. Pogrebnyak se perdió la Eurocopa 2008 por lesión de menisco, siendo sustituido en la lista por Oleg Ivanov del Krylya Sovetov Samara. En 2012 formó parte de la representación rusa que jugó la Eurocopa en Polonia y Ucrania.

## Clubes
| Club                   | País       | Año       |
| ---------------------- | ---------- | --------- |
| Spartak Moscú          | Rusia      | 2002      |
| FC Baltika Kaliningrad | Rusia      | 2003      |
| Spartak Moscú          | Rusia      | 2004      |
| FK Jimki               | Rusia      | 2004      |
| FC Shinnik Yaroslavl   | Rusia      | 2005      |
| FC Tom' Tomsk          | Rusia      | 2006      |
| Zenit San Petersburgo  | Rusia      | 2007-2008 |
| VfB Stuttgart          | Alemania   | 2009-2012 |
| Fulham                 | Inglaterra | 2012      |
| Reading                | Inglaterra | 2012-2015 |
| Dinamo Moscú           | Rusia      | 2015-2018 |
| FC Tosno               | Rusia      | 2018      |
| FC Ural                | Rusia      | 2018-2021 |

## Palmarés

### Campeonatos nacionales
| Título                | Club                  | País  | Año  |
| --------------------- | --------------------- | ----- | ---- |
| Liga Premier de Rusia | Zenit San Petersburgo | Rusia | 2007 |
| Supercopa de Rusia    | Zenit San Petersburgo | Rusia | 2008 |
| Copa de Rusia         | Zenit San Petersburgo | Rusia | 2010 |
| Copa de Rusia         | FC Tosno              | Rusia | 2018 |

### Copas internacionales
| Título              | Equipo (*)            | Sede       | Año  |
| ------------------- | --------------------- | ---------- | ---- |
| Copa de la UEFA     | Zenit San Petersburgo | Mánchester | 2008 |
| Supercopa de Europa | Zenit San Petersburgo | Mónaco     | 2008 |